# Giulio Cirello
Giulio Cirello (1633 – Padova, 13 novembre 1709) è stato un pittore italiano; il suo nome compare nella fraglia dei pittori padovani nel 1671 e di nuovo il 28 gennaio 1674.

## Biografia

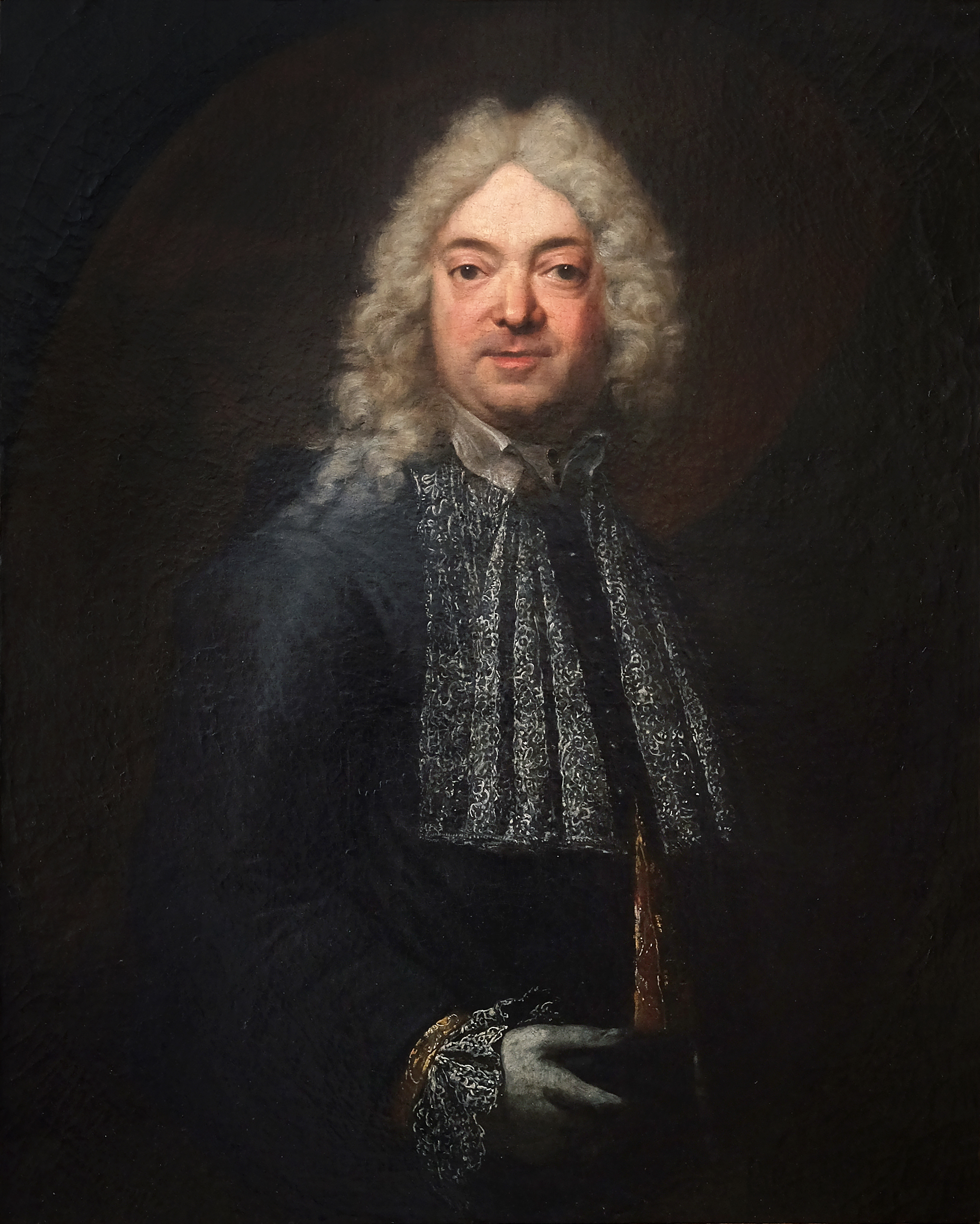
Ritratto di gentiluomo (attribuito a G. Cirello), 1698-1704 circa. Collezione privata.

Si formò a Padova nella bottega del pittore Luca Ferrari. Attivo dal 1650-60, la sua produzione si concentrò prevalentemente su soggetti sacri che si conformano al tradizionale gusto tardo-barocco di area veneta; fu inoltre apprezzato per le sue qualità di ritrattista, stilisticamente affini alla cerchia di Sebastiano Bombelli.
Tra le sue opere più significative vengono ricordate la Coronazione di spine di S. Maria Maddalena de' Pazzi nella chiesa del Carmine a Padova, Glorificazione di Giovanni Battista Foscarini nella chiesa della Beata Vergine del Soccorso, detta la Rotonda, a Rovigo, le SS. Vergini Agata, Lucia e Apollonia, nella basilica di Verolanuova, Deposizione nella chiesa di S. Marziale a Venezia, Miracolo di S. Clemente nella chiesa di S. Clemente a Padova, Adorazione dei Pastori nella chiesa di S. Maria del Torresino a Padova, Ritratto del Conte Silvio Capodilista, Musei civici di Padova.